# فيغارو
فيغارو (الاسم العلمي: Figaro) هو جنس، في فصيلة قرش قطي.

## أصنوفات
الأصنوفات الأدنى لهذا الكائن:
- كود سباركل
- تحديث القائمة

نوع:Australian sawtail catshark 
اسم علمي: Figaro boardmani

نوع:Figaro piceus 
اسم علمي: Figaro piceus

نوع:Northern sawtail catshark 
اسم علمي: Figaro striatus